# مشتری داغ

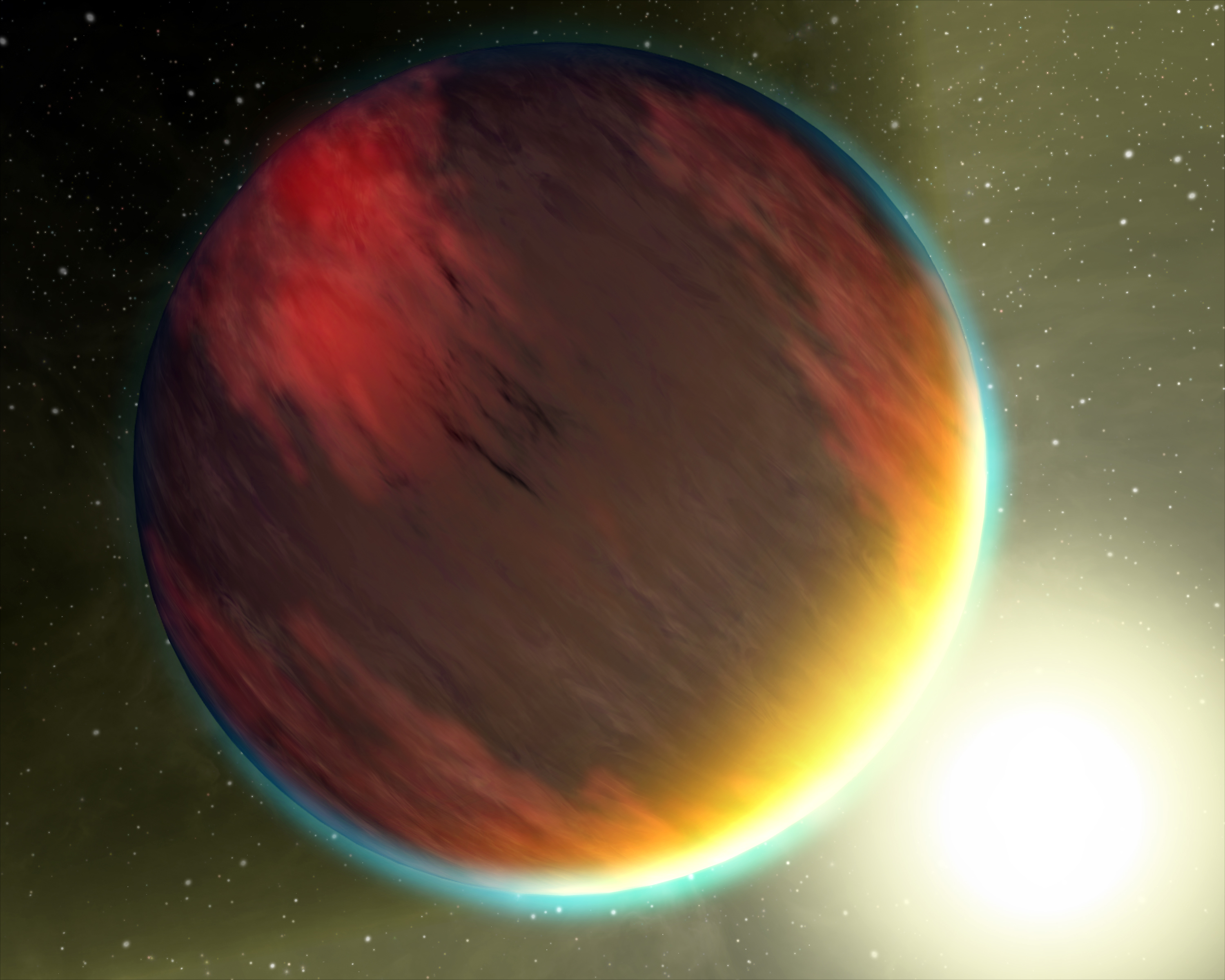
انگاشت هنری از یک مشتری داغ

مشتری داغ (به انگلیسی: Hot Jupiter) یا سیارهٔ تفتیده نوعی سیارهٔ غیرخورشیدی است. مشتری‌های داغ سیاره‌هایی گازی در ابعاد سیارهٔ مشتری یا بزرگ‌تر از آن هستند که فاصلهٔ بسیار کمی با ستارهٔ خود دارند و به همین سبب از دمای زیادی برخوردارند و «مشتری داغ» نامیده می‌شوند. نخستین سیاره‌های غیرخورشیدی کشف‌شده همه از این نوع بوده‌اند.

## شکل‌گیری
دربارهٔ این‌که مشتری‌های داغ چگونه در مدارهایی این چنین نزدیک به ستارهٔ خود قرار گرفته‌اند بیشتر اخترشناسان بر این باورند که چگالی سحابی‌های پیش‌ستاره‌ای ابر گاز و غباری که فشرده می‌شود و سیاره‌ها را شکل می‌دهد معمولاً در این نواحی درونی بسیار کمتر از آن است که این مشتری‌های داغ بتوانند در آنجا شکل بگیرند. آنها بایست خارج از این ناحیه شکل گرفته و سپس به این نواحی درونی مهاجرت کرده باشند.
در سحابی پیش‌سیاره‌ای سامانه خورشیدی هرچه از مرکز فاصله می‌گرفتید دما کمتر می‌شد. در ناحیه فراتر از کمربند امروزی سیارک‌ها دما چنان پایین بود که ذرات غبار و دانه‌های برف مانند هر دو منقبض می‌شدند. سپس این ذرات به هم پیوستند تا هسته‌های سیاراتی مانند مشتری را بسازند و وقتی این هسته‌ها به اندازه مشخصی رسیدند شروع به جذب گازهای هیدروژن و هلیوم کردند. محصول نهایی سیارات هرمز، کیوان (زحل)، اورانوس و نپتون بودند.
در این مرحله، خورشید مرکزی وارد مرحله‌ای از تحول خود به نام مرحله تی-ثوری شد. ستاره‌های تی–ثوری ستاره‌های بسیار جوان و بسیار فعالی هستند که مقادیر عظیمی از مواد سطح شان را به فضا پرتاب می‌کنند. این تندباد ستاره‌ای هر آنچه از سحابی سیاره ساز باقی‌مانده جاروب می‌کند و می‌برد و به این ترتیب سیارات به ثبات می‌رسند. هرچند، اگر این مرحله تی-ثوری به هر علت به تأخیر بیفتد، سیارات تازه شکل گرفته در فضایی نسبتاً خالی در مدار نمی‌گردند بلکه در میان ابر گازی چگالی حرکت می‌کنند. اصطکاک بین این سیارات تازه شکل گرفته و ابر گازی، انرژی سیاره‌ای را می‌گیرد و موجب می‌شود که مدار سیارات جدید دایره‌ای‌تر و به آهستگی کوچک‌تر شود. نتیجه این است که سیاره‌های جدید به سوی ستاره مرکزی کوچ می‌کنند و این روند فقط زمانی متوقف می‌شود که باد تی-ثوری وزیدن بگیرد و ابرگازی از میان برود. به سبب رخ دادن همین فرایند، طی بیش از چند میلیون سال، است که سیاره‌ای هم‌جرم مشتری از نواحی بیرونی سامانه سیاره‌ای به مداری بسیار نزدیک به ستاره‌اش کوچ می‌کند. اگر مرحله تی-ثوری زود آغاز شود، غول گازی در نواحی بیرونی منظومه باقی می‌ماند. مرحله تی-ثوری اگر زیاد به تأخیر بیفتد سیاره به درون ستاره سقوط می‌کند.